# Michaił Krasowski
Michaił Jakowlewicz Krasowski, ukr. Михайло Красовський, ros. Михаил Яковлевич Красовский (ur. 30 grudnia 1877?/11 stycznia 1878 w Jelizawetgradzie, zm. ?) – rosyjski, a następnie ukraiński wojskowy (podpułkownik), radziecki funkcjonariusz służb specjalnych.

## Biografia
Ukończył gimnazjum klasyczne w Jelizawetgradzie. Studiował na wydziale fizyczno-matematycznym uniwersytetu w Moskwie. W sierpniu 1901 r. wstąpił do armii rosyjskiej. W 1903 r. ukończył junkierską inżynierską szkołę piechoty w Kijowie. W stopniu podporucznika służył w 7 Krasnojarskim Batalionie Rezerwowym. Następnie przeniesiono go do 27 WschodnioSyberyjskiego Pułku Strzeleckiego, w składzie którego w latach 1904-1905 brał udział w wojnie rosyjsko-japońskiej. Był ranny. Awansowano go do stopnia porucznika. W 1914 r. ukończył Imperatorską Nikołajewską Akademię Wojskową. 
Uczestniczył w I wojnie światowej. W 1917 r. objął obowiązki szefa sztabu XLVIII Korpusu Armijnego. Doszedł do stopnia podpułkownika. Pod koniec marca 1918 r. wstąpił do nowo formowanej armii ukraińskiej. Został szefem sztabu 7 Dywizji Pieszej. Od końca grudnia tego roku był szefem sztabu Chełmińsko-Galicyjskiego Frontu Armii Czynnej Ukraińskiej Republiki Ludowej. W marcu 1919 r. objął funkcję zastępcy szefa Głównego Zarządu Sztabu Generalnego Armii Czynnej URL. Jesienią 1919 r. przeszedł do Sił Zbrojnych Południa Rosji. Po ewakuacji na Krym znalazł się w rezerwie oficerskiej wojsk Białych gen. Piotra N. Wrangla. Był członkiem ukraińskiej grupy, którą utworzył gen. Grigorij J. Januszewski. Miał zostać szefem sztabu planowanej dywizji ukraińskiej. Pozostał na Krymie po ewakuacji wojsk Białych do Gallipoli w poł. listopada 1920 r., po czym ochotniczo wstąpił do wojsk bolszewickich. Został zwerbowany przez Razwiedupr. Prowadził nielegalną działalność wywiadowczą w Polsce, a następnie Rumunii. W październiku 1925 r. powrócił do Moskwy, gdzie został urzędnikiem dla specjalnych poruczeń Zarządu do Spraw Badania i Wykorzystania Doświadczeń Wojskowych. Od września 1926 r. służył w Oddziale Naukowo-Statutowym Sztabu Generalnego Armii Czerwonej. W październiku 1929 r. objął funkcję głównego bibliotekarza sektora wojskowego Biblioteki Państwowej im. W. I. Lenina. W lipcu 1935 r. odszedł na emeryturę.